# Réglure

Un exemple de réglure, proche du format millimétré.

Page A5 avec réglure Seyès.

La réglure est un quadrillage imprimé sur une feuille de papier afin d'y permettre la régularité de l'écriture. 
Dans les manuscrits anciens, la réglure désignait l'ensemble des lignes tracées sur la feuille pour faciliter l'écriture. Ces lignes étaient effacées après copie du texte. Sur les manuscrits anciens précieux, la réglure était faite à la pointe sèche (ou, plus rarement à la mine, ce qui permettait de ne pas gêner l'enlumineur avec le creux laissé par la pointe sèche). Ces manuscrits présentent souvent aussi des lignes de piqures dans le papier (côté reliure et parfois côté tranche) qui servaient à guider la réglure.
En France, selon Anne-Marie Chartier, la forme générale de la page d'écriture de l'élève « semble en place vers 1914. L’écriture des enfants est encadrée par une réglure qui limite la grosseur des lettres et la hauteur des jambages. L’écriture recommandée est d’abord inclinée (au XIXe siècle) puis droite (après 1920), avec des réglures obliques puis verticales et toujours à gauche, la ligne rouge délimitant la marge réservée au correcteur,. »
Outre le quadrillage principal qui occupe l'essentiel de la page, une partie est souvent réservée sur la gauche pour une marge, une ligne de couleur différente séparant parfois la marge du reste de la page.
Le copiste doit préparer le feuillet de parchemin en y traçant des lignes appelées « réglures » . Ces lignes l’aideront à prévoir l’emplacement des marges, des colonnes, des lignes et parfois de la lettrine. On appelle cela la justification.
Ces lignes tracées sont très importantes pour guider la main du scribe mais aussi pour aider à la lecture. La mise en page grâce aux réglures est donc très importante pour faciliter la lecture. La réglure est exécutée différemment selon les manuscrits et l’époque. Jusqu’à la fin du XIe siècle, elle est tout d’abord exécutée à la pointe sèche ensuite à la pointe de plomb et enfin à l’encre noire. Dans le Nouveau livre d'heures de Jean Le Tavernier (enlumineur sous Philippe Le Bon), la réglure était faite à l'encre violette.

## Histoire
Selon Dard Hunter, c'est en 1770 que John Tetlow a déposé un brevet d'invention pour une machine permettant la réglure pour le papier à musique et les livres de compte.
Selon Brigitte Dancel, la réglure du cahier a accompagné l'école obligatoire d'abord avec un simple lignage des cahiers (première moitié du XIXe siècle) puis avec des carreaux pour aider l’élève à tracer au porte-plume des lettres correctement penchées et bien proportionnées. En France, ce serait Jean-Alexandre Seyès (libraire-papetier à Pontoise) qui, le 16 août 1892, a déposé au tribunal de Pontoise la réglure encore utilisée par la papeterie scolaire française, présentant un carroyage de 0,8 cm de côté, découpé horizontalement en quatre espaces de 0,2 cm de haut. Peu avant la Première Guerre mondiale, cette réglure s'est imposée dans le « cahier à grands carreaux » le plus utilisé, mais au XXe siècle une réglure à carreaux rectangulaire a aussi existé. 

## Réglures fréquemment utilisées
- 5 × 5, ou « petits carreaux »
  - Lignes horizontales et verticales tous les 5 mm.
  - Usage généraliste. Avec ou sans marge selon les variantes.
- Seyès, ou « grands carreaux »
  - Lignes horizontales fines tous les 2 mm, lignes horizontales et verticales tous les 8 mm.
  - Typique du cahier d'écolier en France. Ce lignage semble toujours accompagné d'une marge à gauche.
  - Créé en 1892 par Jean-Alexandre Seyès, libraire-papetier à Pontoise[7].
  - Une feuille Seyès de format A4 dispose de 21 carreaux complets sur une ligne et de 29 carreaux complets sur une colonne, soit un total de 609 carreaux complets.
- Millimétré
- Millimétré semi-logarithmique
- Millimétré logarithmique
  - Lignes horizontales et verticales : fines tous les 1 mm, moyennes tous les 5 mm, épaisses tous les 10 mm. Dans le cas des réglures logarithmiques, un seul ou les deux axes sont gradués suivant une échelle de progression non linéaire.
  - Dessin technique, graphiques. Aucune marge ou sinon une marge de 10 mm tout autour de la feuille.
- Lignage simple
  - Lignes horizontales tous les 10 mm.
  - Papier à lettres classique. Pas de marge.
- Lignage double 7 mm
  - Groupes de deux lignes horizontales.
  - Souvent utilisé pour l'apprentissage de l'écriture chez les très jeunes enfants.
- Lignage double 3 mm
  - Groupes de deux lignes horizontales.
  - Souvent utilisé pour l'apprentissage de l'écriture chez les jeunes enfants.
- Papier à musique
  - Portées (cinq lignes).
- Journal comptable
  - Lignes horizontales tous les 10 mm, lignes verticales pour séparer les colonnes (désignation, crédit, débit) et les chiffres.

## Réglures dans les pays anglo-saxons

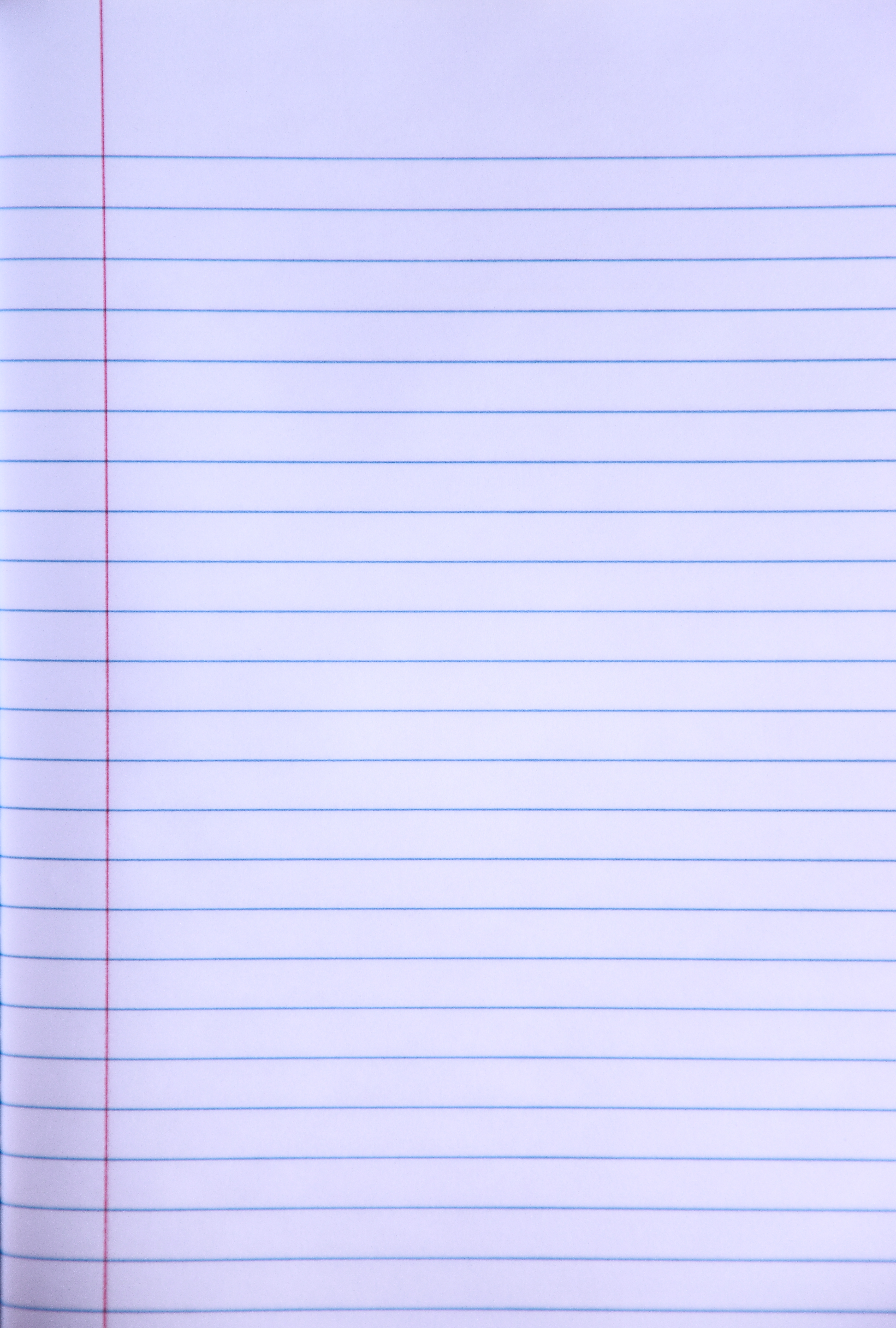
Lignage College ruled utilisé dans les pays anglo-saxons

L'usage de mesures impériales entraîne des quadrillages aux proportions différentes. Aux États-Unis et au Royaume-Uni, les lycéens et étudiants à l'université utilisent de manière très prédominante le lignage « College ruled », qui est un lignage simple avec un espacement de 9⁄32 pouces (7,1 mm) entre les lignes, avec une marge verticale dessinée à 11⁄4 pouces (32 mm) du bord de gauche de la page,.

## Réglures pour les alphabets autres que latins
L'orientation de l'écriture conditionne directement le quadrillage utilisé pour le papier. 

## Réglure en Asie
Japon
Le genkō yōshi (« papier manuscrit ») est un papier réglé avec des carrés verticaux pour chaque kanji. Une fine colonne à droite de chaque carré est mise pour pouvoir y inscrire la prononciation en kana.
Le genkō yōshi est utilisé en Asie orientale, notamment en Corée pour écrire les proverbes.
À Taiwan, le genkō yōshi est appelé pinyin, et la colonne verticale est utilisée pour transcrire la prononciation en bopomofo.
Chine
Les élèves de l'école primaire utilisent le papier réglé tianzige (田子格) ou mizige (米子格).

## Bullet Journal
Avec l'apparition du Bullet Journal (agenda à créer soi-même), vient un nouveau type de réglure : la réglure pointillée . Elle facilite la création de formes géométriques tout en restant assez discrète afin de ne pas être encombrante une fois la page remplie.